# マシュー・ブルーム
マシュー・ブルーム（Matthew Jason "Matt" Bloom、1972年11月14日 - ）は、アメリカ合衆国の元プロレスラー、トレーナー、カラーコメンテーター。マサチューセッツ州ピーボディ出身。
Aトレイン（A-Train）、プリンス・アルバート（Prince Albert）、ジャイアント・バーナード（Giant Bernard）、ロード・テンサイ（Lord Tensai）、テンサイ（Tensai）、ジェイソン・アルバート（Jason Albert）などのリングネームで知られる。
かつては、その背中の毛の濃さから「Shave your Back!（背中を剃れ!）」とのコールを観客から受けることが多かった。現在は体毛は脱毛しており全身に新たにタトゥーを入れていて、乳首や耳にピアスを付けている。

## 来歴
学生時代はピッツバーグ大学でアメリカンフットボールをしていた。卒業後はNFLのサンディエゴ・チャージャーズに入り、その後学校の教師をしていた。その後、プロレスラーを志しキラー・コワルスキーの道場でトレーニングを始める。
プロレスデビューは1997年。インディ団体を経て1999年にWWF（現WWE）入り。WWFでは2000年に名乗りだした「アルバート」のリングネームを使い出すまで、複数のギミック、リングネームを与えられた。
2000年にテスト、トリッシュ・ストラタスと「T&A」を結成。ダッドリー・ボーイズやAPAなどと抗争した。
2001年に復活したXパック、ECWから移籍してきたジャスティン・クレディブルとヒールユニット「X-Factor」を結成した。WWF対WCW/ECW連合軍のストーリーの中ではケインからIC王座の奪取に成功した（後にランス・ストームに奪われる）。この時期がWWE所属時のハイライトと言える。また、対連合軍ストーリーが終結した後はスコッティー・2・ホッティとタッグを組み、お茶目な一面を見せていた。
2002年に入り、WWEのテレビ番組分割時はスマックダウン側に属した。また、ポール・ヘイマンのアイデアでリングネームを「Aトレイン」に変更する。ポール・ヘイマンらのチームに属し、ヒールとして活動した。
この時代、体の小さなクリス・ベノワをはじめとした他のレスラーの引き立て役といった位置づけの試合が多かったが、この頃すでにTVテーピングの試合でキン肉バスターを披露するなど（「見たことのない技」と解説された）、日本のプロレスへの興味を示していた。2004年にはスマックダウンからRAWに移籍したが、まったく活躍しないまま同年11月1日にWWEを解雇された。
WWE解雇後は、リングネームを「ジャイアント・バーナード」として、2005年3月20日に全日本プロレスに登場、「VOODOO-MURDERS」に加入し、4月のチャンピオン・カーニバルで佐々木健介に圧勝したことで一躍脚光を浴びる。2005年末に新日本プロレスへ移籍し、2006年1月4日の東京ドーム興行にて中西学相手に新日本プロレスでの初試合を行った。また、同年5月には第2回NEW JAPAN CUPでは永田裕志を破り初優勝しIWGPの挑戦権を獲得した。5月3日福岡国際センターでブロック・レスナーの持つIWGPヘビーのタイトルに挑戦もバーディクトでピンフォール負け。
2007年元旦に放送されたビートたけしのお笑いウルトラクイズの『字読みプロレス』コーナーに出演した際には、森三中の（まともでない）お色気攻撃に陥落したり、寝起きのお笑い芸人達（主にカンニング竹山等）を襲撃してお仕置きをしたり、朝御飯のオカズを芸人達に分けるなど、お茶目で可愛らしい一面を見せた。来日当初は典型的な怪物キャラクターとして暴れまわるのが仕事であったが、この頃から試合中でも外見に似合わぬ愛嬌を見せるようになり、また同時に日本人好みの試合技術も身につけたことにより「微笑みの圧殺獣」としてベビーフェイス的な人気を呼ぶようになった。
同年3月11日、愛知県体育館においてトラヴィス・トムコをパートナーに中西学&大森隆男組（ワイルド・チャイルド）を下し、第50代IWGPタッグ王座を獲得。約1年間に渡って5度の防衛戦を制覇し、この間G1 TAG LEAGUEでも優勝するなど、最強外人タッグとして暴れ回った（先発を毎回ジャンケンで決めるのがお約束であった）。このタッグは2008年2月にトムコが新日本離脱を表明し、直後の6度目の防衛戦で敗北するまで続いた。
その後もユニット「RISE」の一員として中邑真輔らと共闘していたが、同年9月の後楽園ホール大会で突如RISEを離脱して「G・B・H」へ加入。これをきっかけに再び本来のヒールレスラーとして活動し始めるも、2009年4月に中邑、矢野らが結成した新ユニット「CHAOS」のメンバーに。CHAOS加入後はカール・アンダーソンとのタッグチーム、バッド・インテンションズ（BAD INTENTIONS）として天コジ、ワイルドチャイルドなど様々なタッグチームを撃破。G1 TAG LEAGUEでは始まって史上初となる全戦全勝という快挙を成し遂げ優勝を果たした。
2010年の4月にパートナーのアンダーソンがCHAOSから追放されるに伴い、CHAOSを脱退。同年5月3日にBAD INTENTIONSとしてNO LIMITと青義軍を相手にIWGPタッグ王座に挑戦、アンダーソンが青義軍の井上亘にフォールを奪われた事で敗退、IWGPタッグ王座が青義軍に移動する。翌6月にNO LIMITの再戦申し立てにより3WAYマッチイリミネーションルールで再戦、NO LIMITを青義軍と共同で退け、アンダーソンが井上をガン・スタンで下したことでIWGPタッグ王座を戴冠する。翌7月にNO LIMITが巴戦で再び再戦を直訴した為、同じ3組で試合を行い、先に2連勝したことで初防衛に成功し、ほどなくしてリマッチしてきた青義軍に勝利し2度目の防衛に成功する。同年のG1タッグリーグにシード権で出場、決勝トーナメントまで上り詰めるもトーナメント準決勝で青義軍に敗退、同じ準決勝でNO LIMITに敗退した日墨マッスルオーケストラと並びベスト3に入り、時期間もなくしてG1 TAG LEAGUEに優勝した青義軍とIWGPタッグベルトを掛けて対戦し、3度目の防衛に成功する。

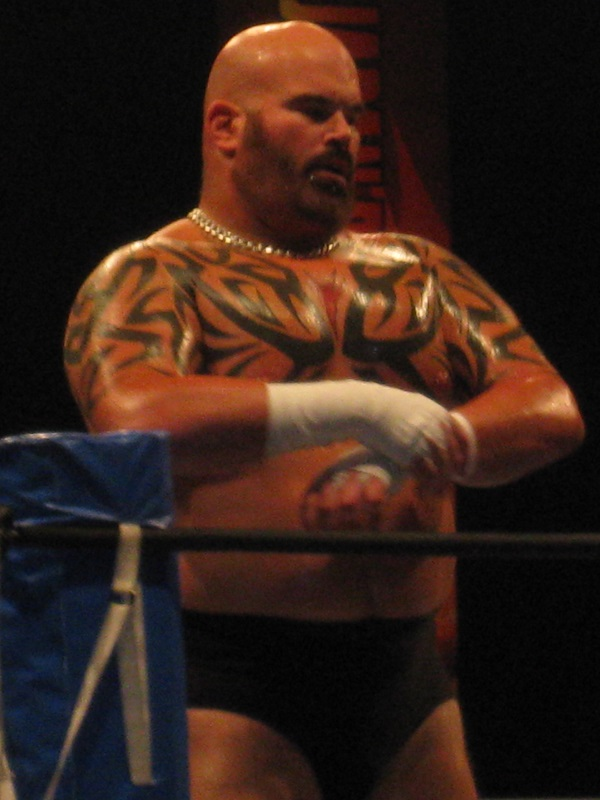
ジャイアント・バーナード時代

2011年、1月4日の東京ドームにてIWGPタッグの3WAYマッチで日墨マッスルオーケストラ（中西学・ストロングマン組）、ビアマネー・インク（ジェームズ・ストーム・ロバート・ルード組）と対戦、アンダーソンがルードをガン・スタンで沈めた事で4度目の防衛に成功する。翌22日の後楽園ホールにてCMLLのOKUMURA・アトランティス組を、2月20日の仙台大会にて日墨マッスルオーケストラを倒し防衛記録を6にする。
また、他団体の試合にも参加、NOAHのGHCヘビー級王者杉浦貴が8度目の防衛に成功した時のインタビューで「デカイ外人と闘いたい」とコメント。それに反応する形で挑戦を表明し、2月19日の調印式で杉浦をパワーボムで机に叩きつけ腰を負傷させ、先制攻撃を行った。3月5日、有明コロシアムでのGHCヘビー級選手権試合は、終始杉浦の負傷個所の腰を徹底して攻撃するが、杉浦の連続でのオリンピック予選スラムに敗れる。
5月3日の新日本プロレス福岡大会にてNO LIMITと対戦、当時不協和音が鳴っていたNO LIMITの誤爆を誘い続け、難なく7度目の防衛に成功した。
6月18日、BAD INTENTIONSとしてプロレスリング・ノアのGHCタッグ王座、高山善廣、佐野巧真組と双方のベルトを賭けたダブルタイトルマッチで対戦。バーナードライバーで佐野を沈めIWGPタッグ8度目の防衛に成功するとともに、第22代GHCタッグ王座につく。同日のメインイベント棚橋弘至対後藤洋央紀のIWGPヘビー級王座戦終了後、棚橋のIWGPベルトに挑戦表明し、北海道での対戦が決定する。
7月3日、棚橋・後藤組を相手にIWGPタッグ王座を賭けて対戦。パートナーのアンダーソンが後藤をガン・スタンで沈めて9度目の防衛に成功。
同月18日、棚橋のIWGP王座に挑戦。数々の腰攻めで棚橋を追いつめるも、棚橋のダルマ式ジャーマンで3カウントを奪われる。試合後、マイクを片手に「タナハシ！イチバーン！」と叫び棚橋とガッチリ抱擁。棚橋の健闘を称えた。
G1 TAG LEAGUEでの対戦をきっかけに新日本プロレス侵略軍「鈴木軍」の頭領・鈴木みのるとの因縁が勃発、12月4日に鈴木とのシングルマッチが組まれ、幾度と無く逃れることに成功していた鈴木のゴッチ式パイルドライバーで敗れてしまう。
2012年1月4日、東京ドームで開催されたレッスルキングダムVIで、長らく保持し続けていたIWGPタッグ王座をテンコジ（天山広吉、小島聡組）に敗れ、王座から陥落。12日にはGHCタッグ王座を秋山準、齋藤彰俊組に奪われ、タイトルを全て失う。
2月12日、THE NEW BEGINNINGで、IWGPタッグ王座を賭けてテンコジとのリターンマッチに臨むも、小島のラリアットで自身がピンフォール負けを喫し、奪取ならず。試合後のコメントでBAD INTENTIONSとしての活動を休止することを宣言した。
4月2日、WWEのRAWにてマネージャーのサカモトを従え、「ロード・テンサイ」として登場。テンサイは「天災」と書く。解説陣から「元WWE、日本で圧倒的な強さを誇った」と紹介された。その後、リングネームを「テンサイ」と改名。これに前後してヨシ・タツがテンサイ＝天災＝東日本大震災を想起させる事から、Twitterにてリングネームを批判するTweetを行った（現在は削除されている）。デビュー戦では若手相手に圧倒的勝利。シナやパンクとの戦いでも、サカモトらの介入がありながらも勝利をもぎ取り、恐れられる存在であったが、シェイマスに敗れるなど次第に苦戦するようになる。活躍の機会が減ってくると若手相手にも苦戦し、敗戦も多くなった。それでもマネー・イン・ザ・バンク、サバイバー・シリーズ、ロイヤルランブルとPPVには出場している。
2013年1月28日、RAWルーレットにおいて、ブローダス・クレイとのランジェリー・ピロー・ファイトを命じられるも拒否。後に試合内容がダンス対決に変更されたことを知らずに、リング上に下着姿で登場、さらにはダンスまでして見せた。2月1日のSmackDownでは、3MBに襲われるテンサイをクレイが救出し、2人（とファンカダクタイルズ）でリング上で勝利のダンスを披露して見せ、ベビーターンした。そしてクレイとタッグを結成し、スウィート・ティー（Sweet T）というニックネームを名づけられた。以降、トンズ・オブ・ファンク（Tons of Funk）なるタッグ名で活動。
同年10月より傘下団体であるNXTにて解説として登場。2014年2月よりリングネームをジェイソン・アルバート（Jason Albert）へと変更し、カラーコメンテーターやバックステージアナウンサーなど裏方の仕事を行っている。
2014年8月、ビデオブログでレスラーから引退するを発表した。
2015年5月よりNXTのヘッドコーチに就任し、フロリダのWWEパフォーマンスセンターで若手育成の舵をとっており、2024年現在は人材開発部門の副代表となっている。

## リングネーム
ブルームが名乗ったことがあるリングネーム
- プリンス・アルバート (Prince Albert)
- アルバート (Albert)
- Aトレイン (A-Train)
- ジャイアント・バーナード (Giant Bernard)
- ロード・テンサイ (Lord Tensai)
- テンサイ (Tensai)
- ジェイソン・アルバート（Jason Albert）

## 得意技

### フィニッシュ・ホールド
セントーン・スプラッシュ
2012年、WWE復帰時のフィニッシャー。
クロー
2012年WWE復帰時のもう一つのフィニッシャー。緑色のミストで敵の目をくらませ、その顔を思い切り掴んで倒してしまうが、すぐに使われなくなった。
バーナードライバー
新日本プロレス移籍後に開発したフィニッシュ・ホールド 。技名は、バーナードのドと、ドライバーのドを重ねて作られている。NEW JAPAN CUP優勝などの大場面で活躍した技であり、新日本の公式youtube動画でも「バーナードライバー」として公開されている。
リバース・パイルドライバー。
相手をオクラホマ・スタンピードの体勢で持ち上げて相手の腰と頭を両腕で抱え込みながらそのまま逆さまにして抱え上げ、その状態から自分の両足を開脚すると同時に尻餅を着くように着地、同時に相手を頭部からマットへ激突させる。
バーナード・ボム
二段階式ライガー・ボム。
一度相手を持ち上げた状態から、さらに高く相手を持ち上げてから仕掛けるライガーボム。
ビルディング・ボム
ラストライドの派生技で、ラストライドの体勢で持ち上げ、自身もそのままジャンプして、マットに思いきり開脚式で叩き付けるという荒技。
バーナード・ボムで開脚式ラストライド（後述）。保坂秀樹の同名技と同じ。
上記のバーナード・ボムと明確に区別されているがこの技もバーナード・ボムと実況されることがほとんどである。
ラストライド
二段階式パワーボム。
アンダーテイカーのフィニッシュ・ホールドであり新日本移籍後から使用。
相手を一度抱え上げた後で相手のタイツの両サイドを握り、さらにもう一段高い位置に高々と抱え上げてから叩き落す技。
応用編として折りたたみ式のテーブルの上に叩きつけるハードコア式や、場外で相手を持ち上げ、リングのエプロンに叩きつける危険な使用法も存在する。
ボルドー・ボム
ネック・ハンギング・ツリーで持ち上げ、そのまま相手を後頭部から叩きつける開脚式パワーボム。
ボルドー・ボム→ディレーラー→ボルドー・ボムと技名称を変遷、バルドー・ボムとも表記。
リバース・スプラッシュ
バーナードライバー開発以前にボルドー・ボムと共にフィニッシュ・ホールドとして使用。セカンドロープに登った際に客席を見渡すなど余裕を見せつけて放つ場合もあるが、その場合はかわされたり足を立てられて反撃されたりすることもある。
ボディ・スプラッシュ
主にコーナーへ振った相手への串刺し攻撃として使用。タッグマッチでは別々のコーナーへ振った相手に対してそれぞれ奇声を上げながら仕掛ける場面も見せる。
トレイン・レック
カナディアン・バックブリーカーの体勢で相手を担ぎ上げてジャンプし肩で相手の腰を破壊するWWE時代のフィニッシュ・ホールド。

### 飛び技
セントーン
アンダーソンとのタッグ時に、アンダーソンの「ダイジョウブ?」コールに「ドウゾ!」と返し、アンダーソンが「スイマセーン!」、バーナードが「ゴメンナサーイ!」と叫びながら放つ。

### 投げ技
スピニング・パンケーキ
アルゼンチン・バックブリーカーの体勢からのダイヤモンド・カッター。同じ新日本所属の中西学のヘラクレス・カッターと同型。
滞空式ダブルアーム・スープレックス
滞空時間が非常に長いダブルアーム・スープレックス、そのため受身が取りづらい。

### 関節技
アルゼンチン・バックブリーカー
両肩上に相手を仰向けに担ぎ上げて、相手の背中を反らせてダメージを与える技。

### 打撃技
バイシクル・キック
ランニング式の二段蹴り。
スロート・チョップ
いわゆる地獄突き。チェンジ・オブ・ペースとしてよく使用。

## タイトル歴
PPW
- PPWヘビー級王座 : 1回
- PPWヤングガン王座 : 1回

WWF / WWE
- IC王座 : 1回

新日本プロレス
- 第50代・第57代IWGPタッグ王座（パートナーはトラヴィス・トムコ→カール・アンダーソン）
- NEW JAPAN CUP優勝（2006年）
- G1 TAG LEAGUE優勝（2007年、2009年）

パートナーはトラヴィス・トムコ→カール・アンダーソン
プロレスリング・ノア
- 第22代GHCタッグ王座（パートナーはカール・アンダーソン）

IZW
- IZWヘビー級王座 : 1回

EXW
- EXWタッグ王座 : 1回

## 入場曲
- Pierced
- Emergency
- What'chu Lookin' At?
- Fact or Fiction - Xファクター時代に使用
- Bangin’ It - スコッティ・2・ホッティとのコンビ時代に使用
- Disgusing
- Sticks and Stones
- Derailer - Aトレイン時代に使用
- Shrine
- Rising Giant
- Somebody Call My Moma - トンズ・オブ・ファンク時に使用

## その他
- ジャイアント・バーナードというリングネームは、かつて大木金太郎の耳を角材でそぎ落としたことで知られるブルート・バーナードの息子ということからつけられたが、これはギミックで実際は血縁関係はない。
- 試合中も耳や唇、乳首などに付けているピアス・アクセサリ類を外すことはない。そのため中西にアルゼンチン・バックブリーカーを掛けられる時にはいつもネックレスを掴んで持ち上げられていた。
- プライベートでは元教師の肩書きを持つ温和な人柄で知られており、来日外国人レスラーの日本での世話役なども引き受けるほか、中邑をはじめ日本人レスラーとも親交が深い。特に棚橋とは2006年からの深い信頼関係と絆で結ばれている。趣味は読書、愛犬と遊ぶこと。ちなみに、愛犬の名前は「タナー」。
- 既婚。週刊プロレスでお宅訪問の取材を受け、プールつきの豪邸に住んでいることが判明。
- 試合に勝利すると、「イヤァアー!」という叫び声を上げ、喜びをアピールする。
- 2011年に入ってからは勝利した後、マイクを片手に「シンニホン!イチバーン!」と勝鬨の声を上げるようになった。